# Чёрный, Игорь Николаевич
Игорь Андреевич (Николаевич) Чёрный ( 1900 — 1970) — советский оптик.

## Биография
Родился в августе 1900 года. Окончил ЛИТМО. Работал в ГОИ имени С. И. Вавилова, с 1935 года старший научный сотрудник, руководитель группы в лаборатории научной фотографии.
При его непосредственном участии в 1934 году в Харькове на базе трудкоммуны А. С. Макаренко было организовано массовое производство первых советских малоформатных фотокамер ФЭД.
В предвоенный период участвовал в коллективной работе ГОИ по созданию советской системы сенситометрии черно — белых материалов на прозрачной подложке. Выполнил ряд методических и аппаратурных разработок, в том числе совместно с М. В. Савостьяновой и Г. И. Киреевым сконструировал стандартный сенситометр ФСР — 4.
После начала войны — в эвакуации в Йошкар-Оле. Там в 1942 году были созданы фотоаппараты — ДФ (с семилинзовым объективом 1:25/1500 мм) и ПДФ (с объективом 1:25/1500, 300 мм) (Г. П. Фаерман, И. Н. Чёрный, И. А. Тельтевский, Л. А. Вентман и Д. С. Волосов).
В 1949 году участвовал в фотосъёмках ядерных взрывов.
В 1950-х годов руководил научной лабораторией по созданию новой фототехники.
Последняя должность — начальник Лаборатории любительской фотоаппаратуры.
В 1937 году защитил кандидатскую диссертацию. В 1968 году на основе доклада «Приборостроение в области научной и прикладной фотографии» присвоена степень доктора технических наук.
Умер 20 февраля 1970 года.

## Награды и премии
- Сталинская премия третьей степени (1946) — за изобретение нового войскового оптического прибора (за 1943—1944 годы)
- Сталинская премия второй степени (1946) — за разработку новой системы и приборов для определения чувствительности фотоэмульсий (за 1945 год)
- орден «Знак Почёта»
- медали

## Публикации
- Черный И. А. Самуров Л. А. «Фотокамера ГОИ», Л., 1947 г.
- Черный И. А. Самуров Л. А. Отчет по работе Ф-12-48 Фотокамера «Ленинград». 1948 г.
- Описание устройства и руководство к пользованию комплектом приборов для визуальной и фотографической разведки [Текст] / Сост. И. Н. Черный. — Москва : Оборонгиз, 1945. — 72 с. : ил.; 20 см.